# 라이프스퀘어
라이프스퀘어는 다양한 분야의 콘텐츠를 제작하며, 서비스, 상품, 기술, 플랫폼, 커뮤니티 등 여러 분야에서 다양한 사업을 운영하고 있다.